# St. Simon und Judas (Uttenweiler)

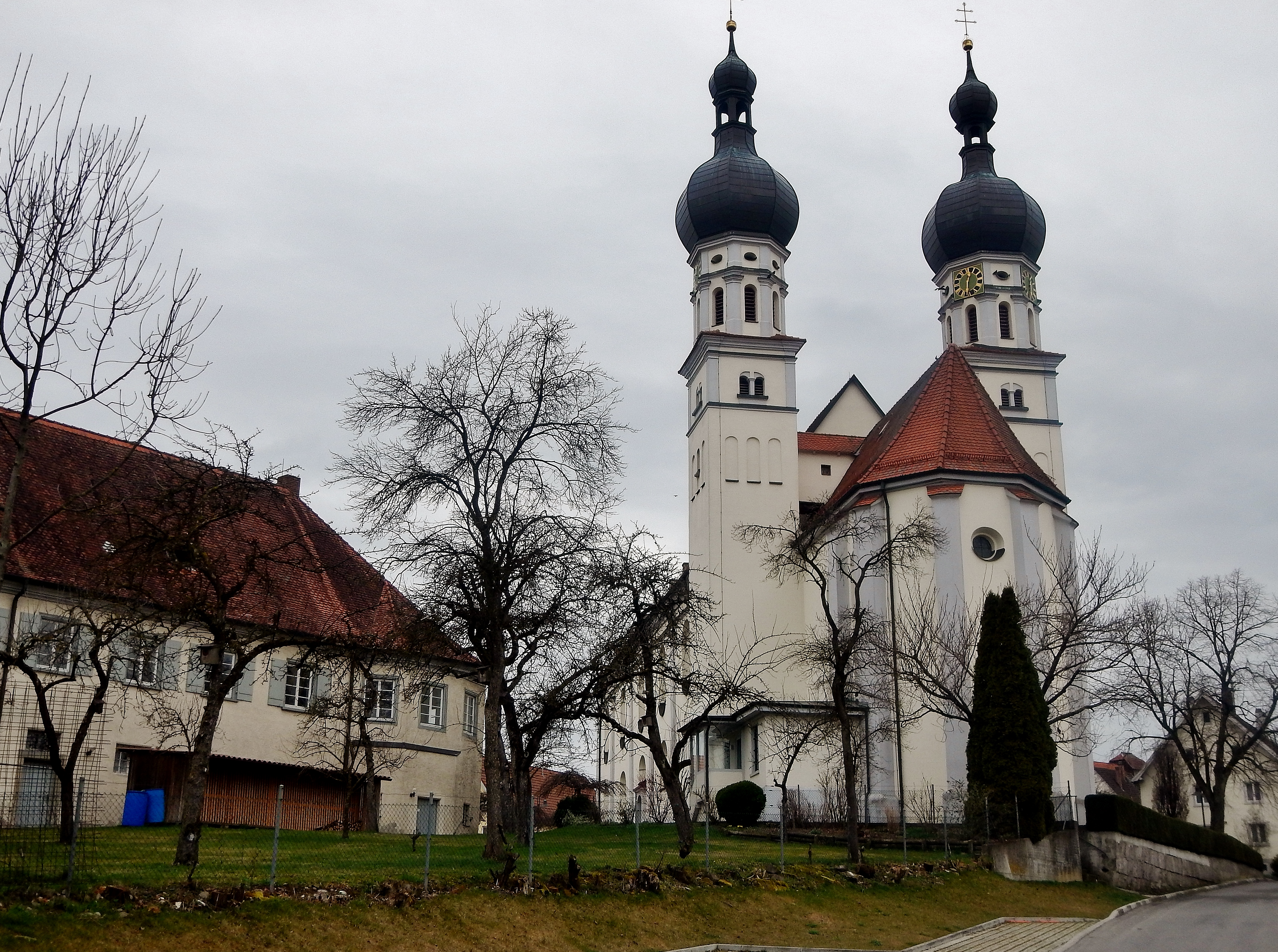
St. Simon und Judas in Uttenweiler

Die römisch-katholische Pfarrkirche St. Simon und Judas steht in Uttenweiler, einer Gemeinde im Landkreis Biberach in Baden-Württemberg. Die Kirchengemeinde gehört zur Diözese Rottenburg-Stuttgart. Das Bauwerk ist beim Landesamt für Denkmalpflege Baden-Württemberg als Baudenkmal eingetragen.

## Beschreibung

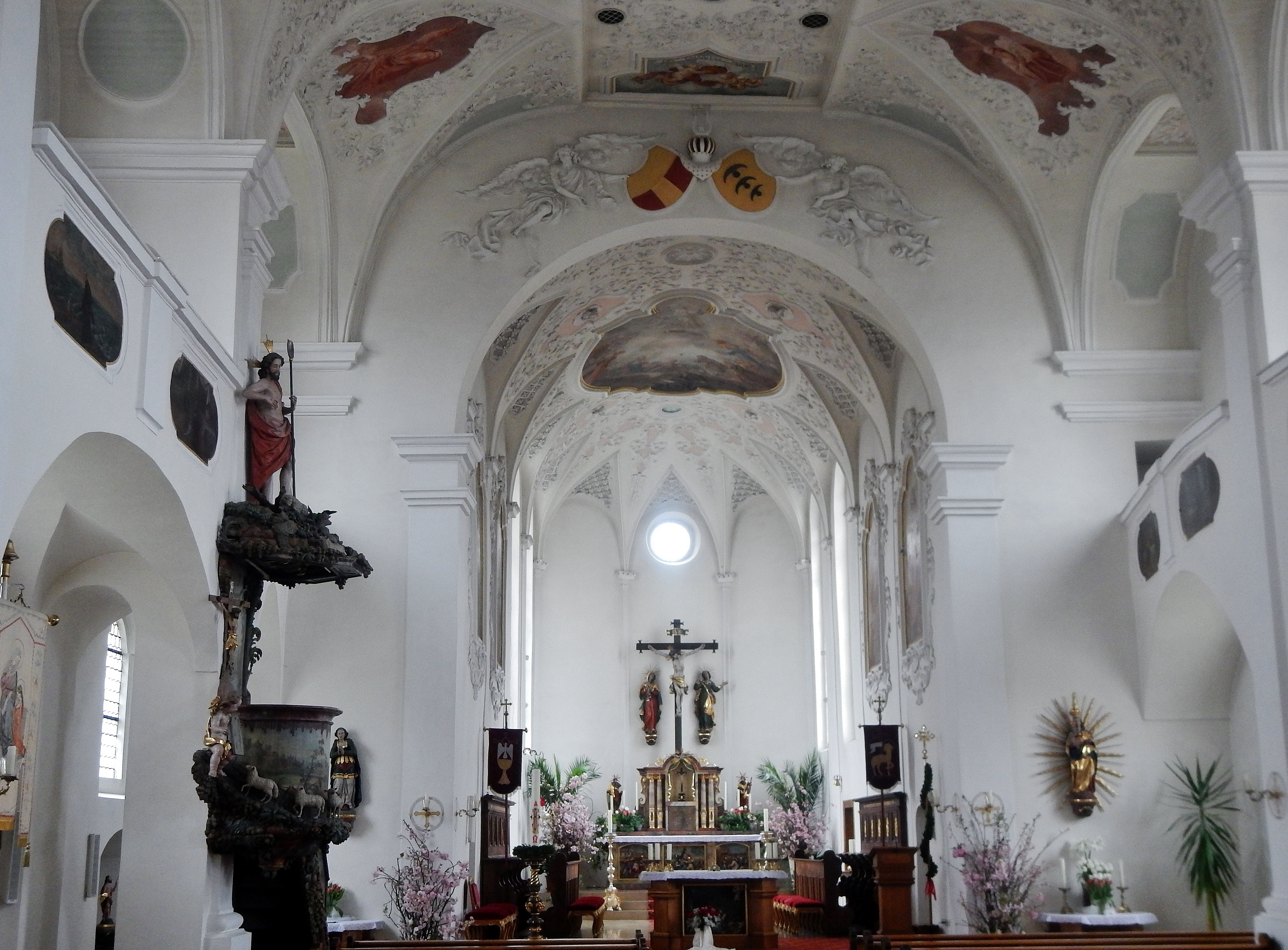
Innenansicht

Die Wandpfeilerkirche wurde 1710 unter Einbeziehung des eingezogenen, dreiseitig geschlossenen Chors im Osten und der unteren Geschosse der Chorflankentürme der spätmittelalterlichen Vorgängerkirche nach einem Entwurf von Franz Beer erbaut, der bei Michael Thumb gelernt hatte. Die Chorflankentürme wurden mit achteckigen Geschossen aufgestockt und mit Zwiebelhauben bedeckt, die mit Laternen bekrönt wurden.
Das Langhaus ist mit einem Stichkappengewölbe überspannt, das seitlich zwischen den wandständigen Pfeilern in Tonnengewölbe übergeht. Das Langhaus wurde 1873 nach Westen verlängert und mit Emporen ausgestattet. 
Die Orgel mit 22 Registern auf zwei Manualen und Pedal wurde 1978 von der Freiburger Orgelbau Hartwig und Tilmann Späth in den vorhandenen Prospekt aus dem 18. Jahrhundert eingebaut.